# Ogma decalineatum
Ogma decalineatum is een rondwormensoort. De wetenschappelijke naam van de soort is voor het eerst geldig gepubliceerd in 1957 door Chitwood.